# Acridocarpus goossensii
Acridocarpus goossensii là một loài thực vật có hoa trong họ Malpighiaceae. Loài này được De Wild. mô tả khoa học đầu tiên năm 1922.